# 蒂莫西·巴万德拉
蒂莫西·巴万德拉（1934年9月22日—1989年11月3日）是一位斐济医生，他是斐济工党创始人，1987年就任斐济第二任总理。
为争取赢得1987年斐济选举，巴万德拉使工党与斐济印度人占主导的民族联盟党结成联盟。虽然后者资历老党员多，但同意在联盟中站在较次要的位置上，因为大部分斐族人不可能接受斐济印度人作总理。
选举结果令人吃惊，国联与工党同盟赢得了28个席位，结束了卡米塞塞·马拉20年的统治。虽然巴万德拉是斐族人，但他主要靠斐济印度人支持。28个席位中有21个都是印族。只有百分之九的斐族人投票给巴万德拉联盟。
巴万德拉反对核试验，并称美国海军载有核武的军舰的访问是不受欢迎的。这使得美国支持中校西蒂韦尼·兰布卡发动政变推翻了巴万德拉政府。5月19日巴万德拉被总督佩纳亚·加尼劳爵士废黜。巴万德拉游历了一些英联邦国家以求得支持，但伊丽莎白二世拒绝接受他。2年后他死于癌症。